# Georges Vanbrabant
Georges Vanbrabant (* 15. August 1926 in Kozen; † 9. Januar 2011 in Sint-Truiden) war ein belgischer Radrennfahrer.

## Sportliche Laufbahn
Vanbrabant war im Bahnradsport und im Straßenradsport aktiv. 1948 war er Teilnehmer der Olympischen Sommerspiele in London. In der Mannschaftsverfolgung wurde der belgische Bahnvierer mit Jos De Beuckelaere, Maurice Blomme, Georges Vanbrabant und Raphaël Glorieux auf dem 5. Rang klassiert. Er wechselte 1949 zu den Unabhängigen und wurde 1950 Berufsfahrer. Als Radprofi blieb er bis 1952 aktiv. 1947 (Amateure) und 1952 (Profis) gewann er die Bronzemedaille bei der nationalen Meisterschaft in der Einerverfolgung. 
Auf der Straße holte er 1947 einen Etappensieg in der Schweden-Rundfahrt (Sexdagarsloppet). Als Profi gewann er eine Reihe belgischer Kriterien und Rundstreckenrennen.